# 1952年2月25日の日食

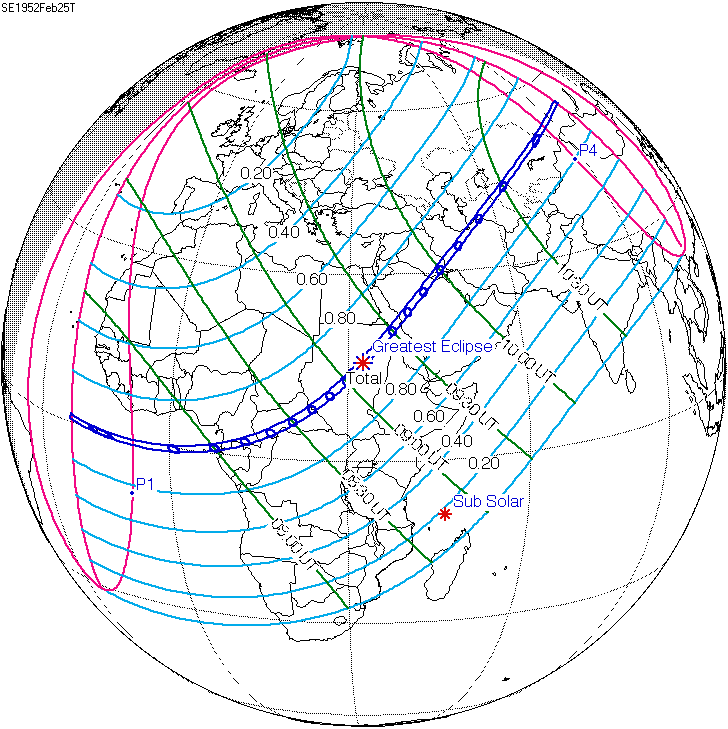

1952年2月25日の日食は、1952年2月25日に観測された日食である。ポルトガル領サントメ・プリンシペ、フランス領赤道アフリカ、スペイン領ギニア、フランス領カメルーン、ベルギー領コンゴ、英埃領スーダン、サウジアラビア、サウジアラビアとイラクの中立地帯、イラク、イギリス領クウェート、イラン、ソ連で皆既日食が観測され、ヨーロッパのほとんど、アフリカのほとんど、アジア中西部で部分日食が観測された。

## 通過した地域
皆既帯が通過した、皆既日食が見えた地域はポルトガル領サントメ・プリンシペ（現在のサントメ・プリンシペ）のサントメ島、フランス領赤道アフリカ（現在のガボン北部、コンゴ共和国北部、中央アフリカ）、スペイン領ギニア（現在の赤道ギニア）、フランス領カメルーン南部（現在のカメルーン南部）、ベルギー領コンゴ（現在のコンゴ民主共和国北西端のごく小さい部分、英埃領スーダン（現在の南スーダン北西部とスーダン）、サウジアラビア、サウジアラビアとイラクの中立地帯、イラク南東部、イギリス保護領クウェート首長国（現在のクウェート）北西部、パフラヴィー朝統治下のイラン、ソ連（現在のトルクメニスタン、ウズベキスタン、カザフスタン、ロシアの西シベリア南東部）だった。皆既食の最大は英埃領スーダンの首都ハルツーム北東部郊外の東ナイルにあった。
また、皆既日食が見えなくても、部分日食が見えた地域はヨーロッパのほとんど（ゼムリャフランツァヨシファ諸島を除く）、デンマーク領グリーンランド南東部、アフリカのほとんど（南部アフリカ南部と南東の一部の島を除く）、西アジア全部、南アジアのほとんど（南部を除く）、中国中西部、モンゴルのほとんど（東部を除く）、ビルマ連邦（現在通称ミャンマー）北部の約半分、ソ連中西部（現在のロシア中西部と他の構成共和国の全ての領土）だった。

## 観測
1952年1月、各国の天文学者は英埃領スーダンの首都ハルツームに集まり始めた。アメリカ海軍調査研究所の観測隊は現地で電波天文学、スペクトル、コロナの光度、太陽表面の外周のスペクトル観測などの研究を行った。ハーバード大学高地天文台とコロラド大学の観測隊は水素スペクトル系列のバルマー系列について分析した。また、皆既日食がなくてもコロナを常時観測できるコロナグラフを開発したフランス天文学者のベルナール・リヨは英埃領スーダンにおもむいた帰途、カイロで心臓病で急死した。